# Winklern
Winklern är en köpingskommun i förbundslandet Kärnten i Österrike. Kommunen har 1 184 invånare (2024).
Kommunen består av sju orter (Ortschaften) (inom parentes invånarantal 1 januari 2024):

- Langang (90)
- Namlach (163)
- Penzelberg (86)
- Reintal (91)
- Stein (14)
- Winklern (705)
- Zwischenbergen (35)